# Bachegg
Bachegg är en kulle i Schweiz. Den ligger i distriktet Entlebuch och kantonen Luzern, i den centrala delen av landet, 40 km öster om huvudstaden Bern. Toppen på Bachegg är 1 168 meter över havet.